# Stolothrissa tanganicae
Genre
Espèce
Statut de conservation UICN

 LC  : Préoccupation mineure
Stolothrissa tanganicae est une espèce de poissons de la famille des Clupeidae, très répandu dans le lac Tanganyika, dont il est endémique, tout comme son cousin Limnothrissa miodon. Le nom kiswahili est Dagaa.
Ces « sardines » sont pêchées de nuit au lamparo, et nourrissent des centaines de milliers de personnes dans les pays limitrophes du lac (Burundi, République démocratique du Congo, Tanzanie, Zambie).
Il est appelé Ndagala.